# Carmañola Americana
La Carmañola Americana fue una canción revolucionaria que tradujo y apropió la canción francesa la Carmagnole, con el propósito de promover el sentimiento republicano en la Capitanía General de Venezuela, particularmente en la ciudad de La Guaira. La canción fue encontrada en una redada a los reos del presidio de dicha ciudad en 1797 junto con otra copla de carácter antimonárquico titulada "canción americana", conformando un libro que contenía además una traducción de Derechos del hombre y del ciudadano con varias máximas republicanas y un Discurso preliminar dirigido a los Americanos, un discurso dirigido a los Habitantes libres de la América Española, entre otros documentos propagandísticos. La traducción pudo ser obra de Manuel Cortés Campomanes, sin embargo no hay ninguna referencia explícita al respecto. Dicha lírica fue usada como insumo probatorio para demostrar el delito de lesa majestad de los participantes en la Conspiración de Gual y España, algunos de los cuales habían sido favorecidos por un indulto ofrecido a nombre de Carlos IV por el Real Acuerdo de la Real Audiencia de Caracas a cambio de delatar a los participantes de la conspiración.

## Letra
Transcripción acorde con la ortografía original:
1.

Yo que soy un sin camisa
un bayle tengo que dar
y en lugar de Guitarras
cañones sonarán
2.

Baylen los sin camisas
y viva el son, y viva el son
baylen los sin camisa
y viva el son del cañon.
3.
 Si alguno quiere saber
porque estoy descamisado
porque con los tributos
El Rey me há desnudado.
  Baylen los sin camisas &a
4.
No hay exceso ni maldad
que el Rey no haya executado
no hay fuero no hay derecho
que no haya violado.
  Baylen los sin camisas &a
5.
 Todos los Reyes del Mundo
son igualmente tiranos
y uno de los mayores
es ese infame Carlos.
  Baylen los sin camisas &a
6.
 También los gobernadores
al Pueblo han sacrificado
pero los sin camisa
vengarán su atentado.
  Baylen los sin camisas &a
7.
 La justicia en las Audiencias
á quien más paga se vende,
del favor y el cohecho
las sentencias dependen.
  Baylen los sin camisas &a
8. 
Corregidores y Alcaldes
nos roban con insolencia
mas ya para sufrirlos
se acabó la paciencia
  Baylen los sin camisas &a
9.
 Los Yntendentes ayudan
con mucho afan al tirano
á comerse la sangre
del Pueblo Americano
  Baylen los sin camisas &a
10. 
Todos ellos á porfía
nos tiranizan furiosos,
son crueles, avaros,
sobervios y orgullosos.
  Baylen los sin camisas &a
11. 
Pero no tardarán mucho
en recibir su castigo
que ya los sin camisas
afilan los cuchillos.
  Baylen los sin camisas &a
12. 
Los Sanculotes en Francia
al Mundo hicieron temblar
mas los descamisados
no quedarán atrás
  Baylen los sin camisas &a
13.
 De la ira Americana
ya podeís temblar tiranos
que con los sin camisas
vuestra hora há llegado.
  Baylen los sin camisas &a
14.
 Cada uno de nosotros
en guerra un héroe será
que por librar la Patria
prodigios obrará.
  Baylen los sin camisas &a
15. 
Ea pues, descamisados
iros todos previniendo
para romper el yugo
que há tanto estais sufriendo
  Baylen los sin camisas &a
16. 
Dios protege nuestra causa
el dirige nuestro brazo
que el Rey con sus delitos
su justicia há irritado.
  Baylen los sin camisas &a
17. 
Quando por la libertad
algún Pueblo há peleado
no hay exemplo ninguno
de haber sido humillado.
  Baylen los sin camisas &a
18. 
Todos con seguridad
sabemos que estando unidos
jamás la tirania
podrá vernos vencidos.
  Baylen los sin camisas &a
19. 
Lograda la libertad
todos felices seremos
si las puras virtudes
constantes exercemos.
  Baylen los sin camisas &a
20.
 Florecerán nuestros artes,
comercio y Agricultura
y viviremos todos
en la paz más segura.
  Baylen los sin camisas &a
21.
 La fraternidad á todos
con sus lazos ligará
y el fruto de su industria
cada uno logrará
  Baylen los sin camisas &a
22.
 Ygualmente la Justicia
se exercerá sobre todos;
los premios logrará
quien los meresca solo.
  Baylen los sin camisas &a
23.
 Seremos todos iguales
y no habrá otras distinciones
que el talento y virtud
y las grandes acciones.
  Baylen los sin camisas &a
24.
 Viva el amor de la Patria
y viva la libertad,
perescan los tiranos
y el despotismo Real.
  Baylen los sin camisas &a
25.
 Sin tardansa romperemos
tus cadenas Patria amada
pues de tu amor el fuego
nuestro pecho inflama.
  Baylen los sin camisas &a
26.
 Para una empresa tan grande
constantes todos juramos,
que morir, ó vencer
és lo que deseamos.
  Baylen los sin camisas &a
y viva el son, y viva el son;
baylen los sin camisas
y viva el son del cañon.
Fin

## Difusión de la Carmañola Americana
Por su carácter clandestino es difícil saber con certeza la difusión que tuvo la Carmañola Americana más allá de los círculos cercanos a Manuel Gual y José María España, sin embargo, es conocida la labor propagandística que asumieron desde el exilio en la isla de Trinidad por lo cual es probable que se difundiera entre los pobladores de las provincias de Venezuela, más cuando la tonada sencilla de la canción permitía que cualquiera pudiese aprender las ideas allí expresadas sin necesidad de saber leer.

Según Pedro Grases, la Carmañola Americana era bailada en 1810 por un grupo denominado el Club de los Sincamisas, sin que la letra hubiese sido modificada significativamente. 

## Similitudes conla Carmagnole
El paralelismo más evidente entre la versión de la Carmagnole francesa de 1792 y la Americana de 1797 se encuentra en el coro:
| Carmañola Americana                                                                                | La Carmagnole                                                                                |
| -------------------------------------------------------------------------------------------------- | -------------------------------------------------------------------------------------------- |
| Baylen los sin camisas y viva el son, y viva el son baylen los sin camisa y viva el son del cañon. | Dansons la carmagnole Vive le son, vive le son Dansons la carmagnole, Vive le son du canon ! |

Sin embargo, en la mayor parte de su contenido, la Carmañola Americana es una producción propia que se apropia de la tonada francesa pero construye un texto con un sentido particular, ya que no tiene un tono celebratorio como el original francés, sino pretende impulsar el espíritu de los que la escuchen para organizar las acciones revolucionarias.

La Carmañola Americana también representó un ataque particular a las instituciones fundamentales de la monarquía hispánica en Indias, tales como las Audiencias, jueces, gobernadores, corregidores, alcaldes e intendentes. Además, se enuncia al Rey como tirano y déspota, quien por lo general no era atacado en las rebeliones, donde era común en cambio apelar al lema "Viva el rey, muera el mal gobierno", que representaba la lealtad a la monarquía a pesar de los abusos de sus administradores.

## Música
Aunque no se han encontrado partituras que indiquen la tonada con la cual se cantaba la Carmañola Americana, es probable que se asimilara a la melodía con la que se entonaba la Carmagnole: